# Hosta sieboldii
Hosta sieboldii är en sparrisväxtart som först beskrevs av Joseph Paxton, och fick sitt nu gällande namn av John William Ingram. Hosta sieboldii ingår i släktet funkior, och familjen sparrisväxter. Inga underarter finns listade i Catalogue of Life.

## Bildgalleri

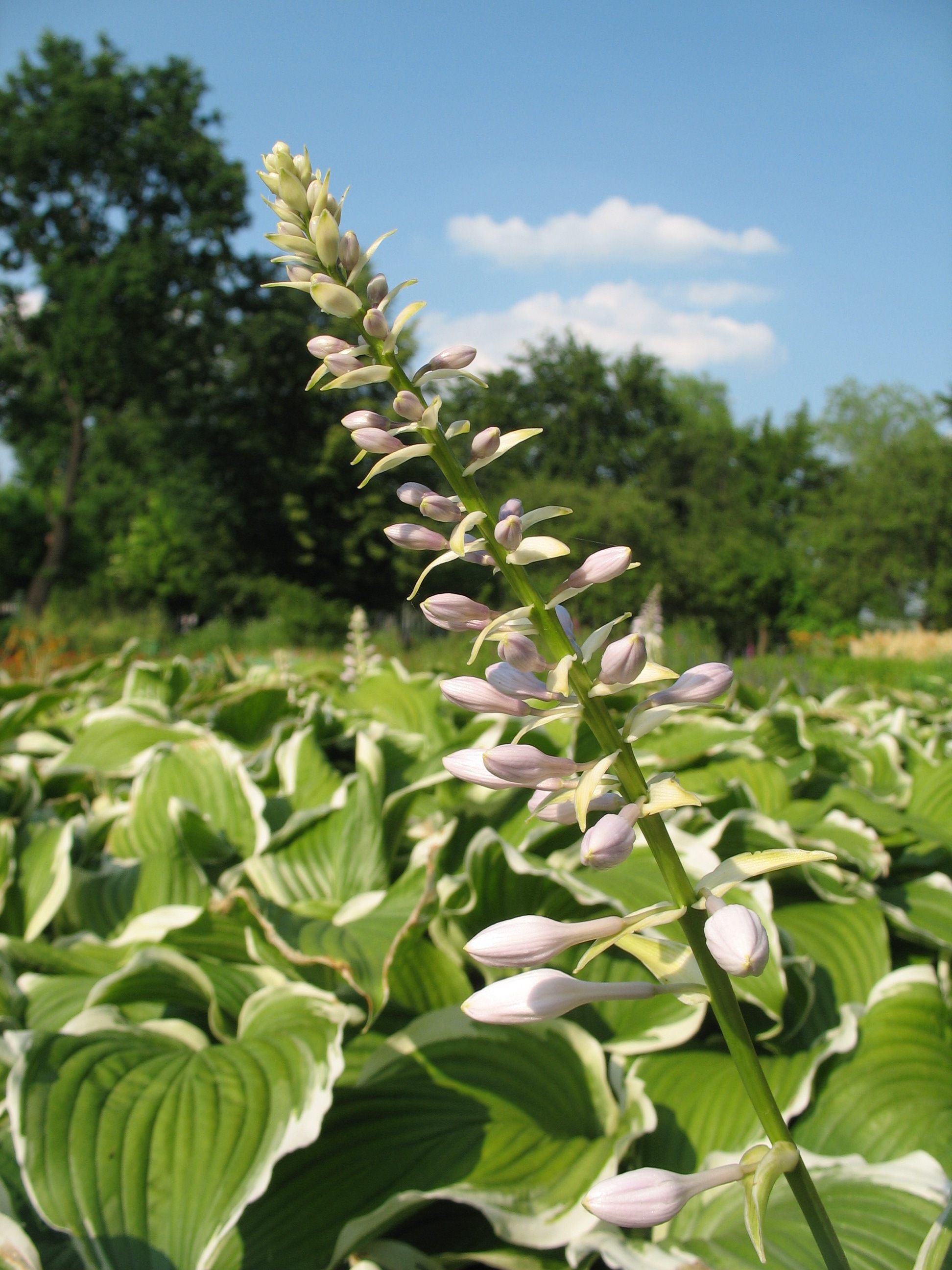
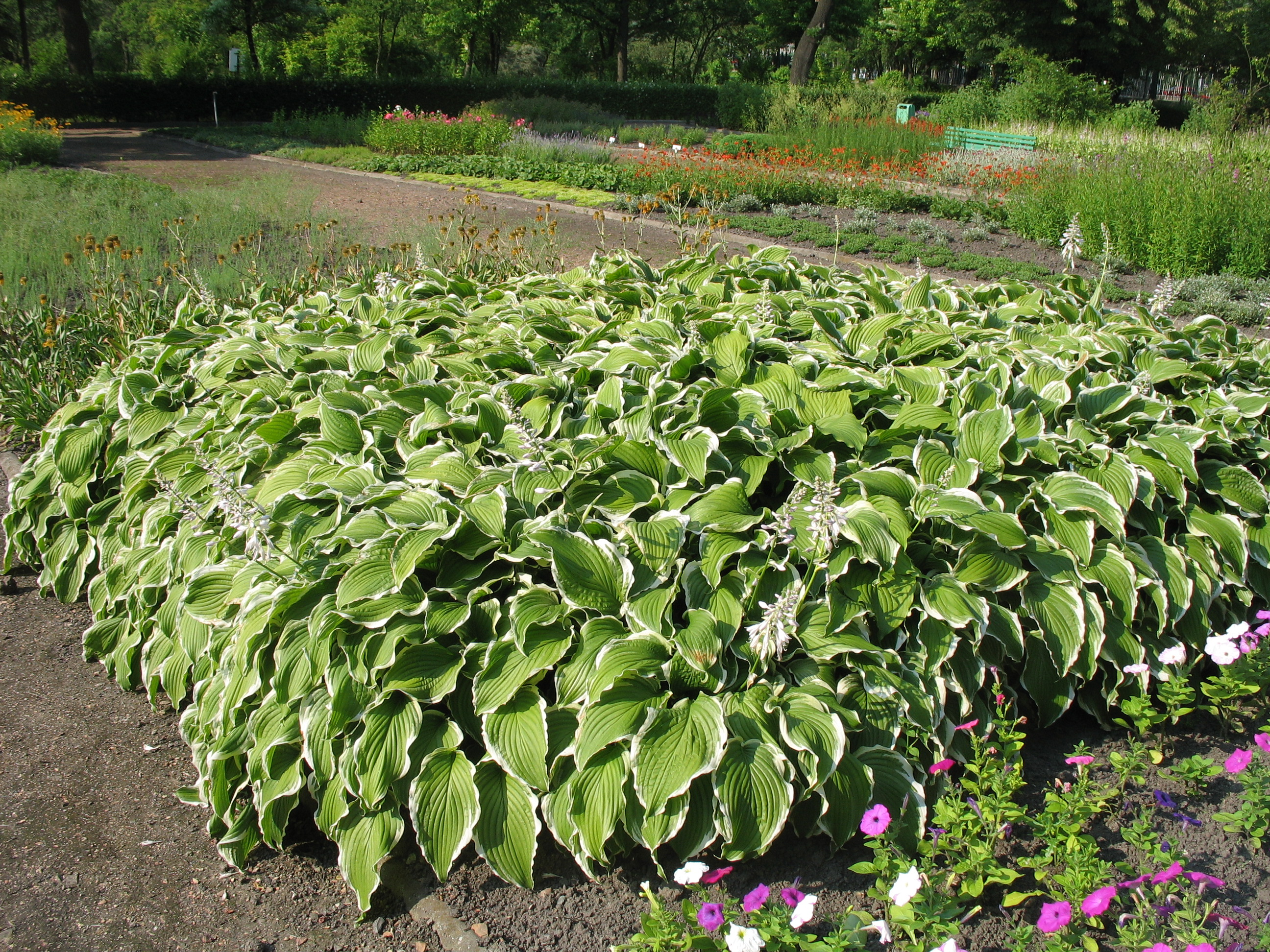
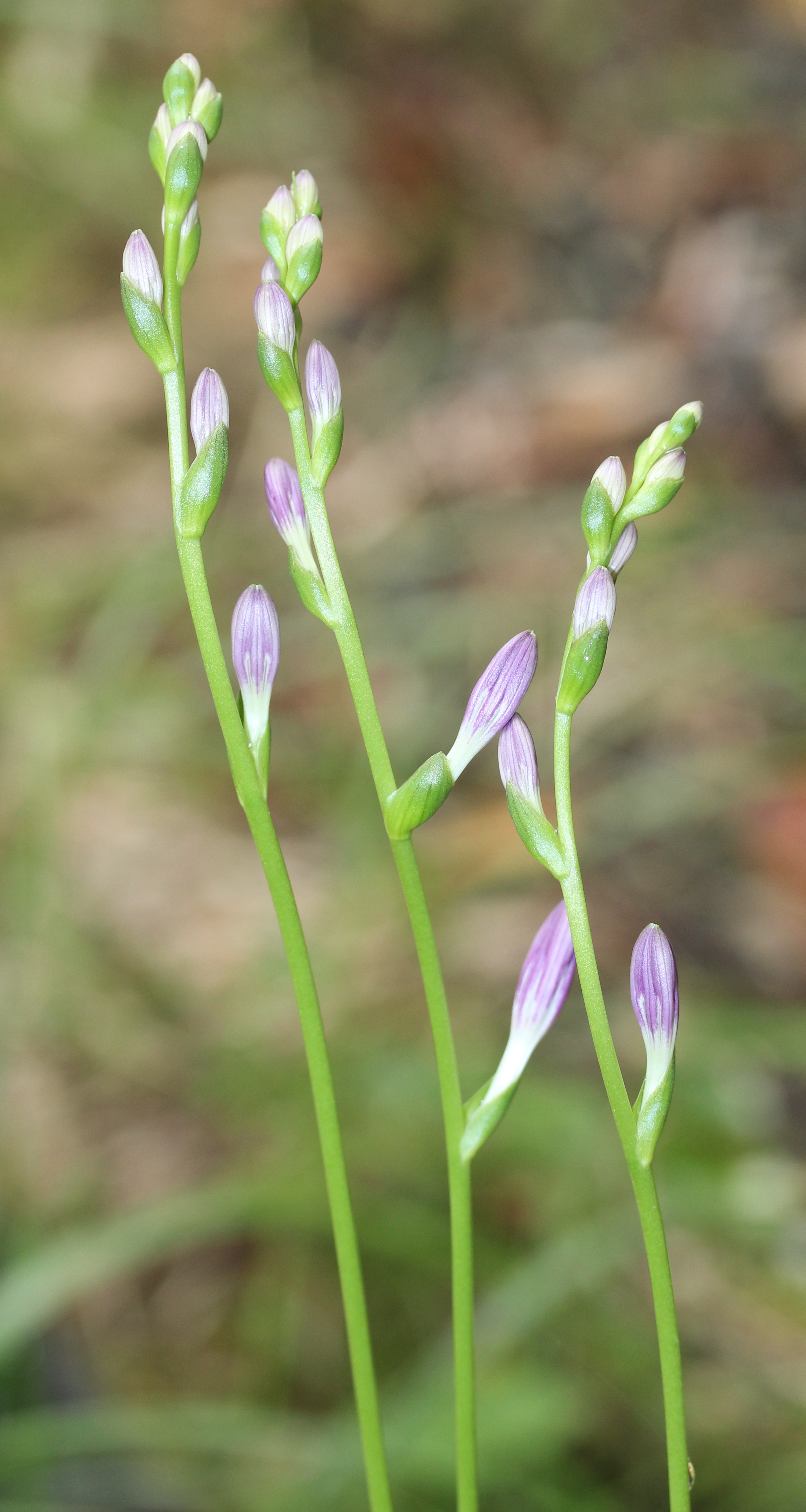